# Рублёва, Ольга Викторовна
Ольга Викторовна Рублёва (род. 28 октября 1974 года в Волгограде, СССР) — российская легкоатлетка, выступавшая в прыжках в длину и тройном прыжке, серебряный призёр чемпионата Европы в помещении 2002, шестикратная чемпионка России, участница летних Олимпийских игр 1996 и 2000 годов, мастер спорта международного класса.

## Биография и карьера
Ольга Викторовна Рублёва родилась 28 октября 1974 года в Волгограде. С 1981 по 1991 год училась в средней школе № 75. По результатам вступительных экзаменов одновременно поступила в Волгоградский государственный педагогический институт на естественно-географический факультет (специальность биология и химия) и в Волгоградский государственный институт физической культуры, но из-за насыщенной спортивной карьеры сделала выбор в пользу института физической культуры, который окончила в 1996 году.
В составе национальной сборной команды выступала с 1992 по 2007 год. Выигрывала отдельные этапы «Золотой лиги IAAF».

## Основные результаты

### Международные
| Год  | Соревнование                      | Место проведения          | Место  | Результат |
| ---- | --------------------------------- | ------------------------- | ------ | --------- |
| 1992 | Чемпионат мира среди юниоров      | Сеул, Южная Корея         | 17 (q) | 5,90 м    |
| 1993 | Чемпионат Европы среди юниоров    | Сан-Себастьян, Испания    | 2      | 6,44 м    |
| 1994 | Чемпионат Европы                  | Хельсинки, Финляндия      | 11     | 6,41 м    |
| 1995 | Чемпионат мира                    | Гётеборг, Швеция          | 4      | 6,78 м    |
| 1996 | Летние Олимпийские игры           | Атланта, США              | 19 (q) | 6,47 м    |
| 1999 | Чемпионат мира                    | Севилья, Испания          | 11     | 6,56 м    |
| 2000 | Летние Олимпийские игры           | Сидней, Австралия         | 4      | 6,79 м    |
| 2002 | Чемпионат Европы в помещении      | Вена, Австрия             | 2      | 6,74 м    |
| 2002 | Чемпионат Европы                  | Мюнхен, Германия          | 7      | 6,58 м    |
| 2003 | Чемпионат мира в помещении        | Бирмингем, Великобритания | 4      | 6,68 м    |
| 2003 | Чемпионат мира                    | Париж, Франция            | 5      | 6,58 м    |
| 2003 | Всемирный легкоатлетический финал | Монте-Карло, Монако       | 4      | 6,57 м    |
| 2004 | Всемирный легкоатлетический финал | Монте-Карло, Монако       | 8      | 6,00 м    |

### Национальные
| Год  | Соревнование                                         | Место проведения | Место | Результат |
| ---- | ---------------------------------------------------- | ---------------- | ----- | --------- |
| 1995 | Чемпионат России по лёгкой атлетике 1995             | Москва           | 1     | 7,01 м    |
| 1995 | Чемпионат России по лёгкой атлетике в помещении 1995 | Волгоград        | 3     | 6,64 м    |
| 1996 | Чемпионат России по лёгкой атлетике 1996             | Санкт-Петербург  | 1     | 6,87 м    |
| 1998 | Чемпионат России по лёгкой атлетике 1998             | Москва           | 1     | 6,88 м    |
| 1999 | Чемпионат России по лёгкой атлетике в помещении 1999 | Москва           | 3     | 6,70 м    |
| 1999 | Чемпионат России по лёгкой атлетике 1999             | Тула             | 2     | 6,82 м    |
| 2001 | Чемпионат России по лёгкой атлетике 2001             | Тула             | 2     | 6,86 м    |
| 2002 | Чемпионат России по лёгкой атлетике в помещении 2002 | Волгоград        | 1     | 6,69 м    |
| 2002 | Чемпионат России по лёгкой атлетике 2002             | Чебоксары        | 2     | 6,67 м    |
| 2003 | Чемпионат России по лёгкой атлетике в помещении 2003 | Москва           | 1     | 6,75 м    |
| 2003 | Чемпионат России по лёгкой атлетике 2003             | Тула             | 1     | 6,89 м    |
| 2004 | Чемпионат России по лёгкой атлетике в помещении 2004 | Москва           | 3     | 6,78 м    |